# (4105) Tsia
(4105) Tsia es un asteroide perteneciente al cinturón de asteroides, descubierto el 5 de marzo de 1989 por Eleanor F. Helin desde el Observatorio del Monte Palomar, Estados Unidos.

## Designación y nombre
Designado provisionalmente como 1989 EK. Fue nombrado Tsia en homenaje al símbolo Zía representado en la bandera del pueblo indígena originario que vive en Nuevo México.